# Eugenia uninervia
Eugenia uninervia är en myrtenväxtart som beskrevs av Henry Hurd Rusby. Eugenia uninervia ingår i släktet Eugenia och familjen myrtenväxter.
Artens utbredningsområde är Bolivia. Inga underarter finns listade i Catalogue of Life.